# Hapona tararua
Hapona tararua är en spindelart som beskrevs av Forster 1970. Hapona tararua ingår i släktet Hapona och familjen Desidae. Inga underarter finns listade i Catalogue of Life.